# Fredrik Fortkord
Fredrik Alexander Fortkord (* 12. Oktober 1979 in Saltsjöbaden) ist ein ehemaliger schwedischer Freestyle-Skier. Er war auf die Disziplinen Moguls und Dual Moguls (Buckelpiste) spezialisiert und nahm an zwei Olympischen Winterspielen sowie drei Freestyle-Skiing-Weltmeisterschaften teil.

## Werdegang
Fortkord, der für den Sollentuna SLK startete, nahm im März 1997 in Sollentuna erstmals am Europacup teil, wobei er den 23. Platz im Moguls errang und kam bei den Jugendweltmeisterschaften 1997 in Laajavuori auf den 20. Rang im Moguls. Im Freestyle-Skiing-Weltcup startete er erstmals im März 1998 im Hundfjället und wurde dabei Neunter im Dual Moguls. In der Saison 1998/99 siegte er zweimal im Europacup und bei den Jugendweltmeisterschaften 1999 in Jyväskylä im Moguls. Bei den Weltmeisterschaften im Januar 2001 in Whistler sprang er auf den 39. Platz im Moguls und auf den 17. Rang im Dual Moguls. In der Saison 2001/02 kam er im Weltcup sechsmal unter den ersten Zehn und erreichte mit dem zweiten Platz im Moguls in Saint-Lary-Soulan seine erste Podestplatzierung im Weltcup. Beim Saisonhöhepunkt, den Olympischen Winterspielen 2002 in Salt Lake City, sprang auf den 13. Platz im Moguls und beendete die Saison auf dem 13. Platz im Gesamtweltcup sowie auf dem sechsten Platz im Moguls-Weltcup. In der folgenden Saison errang er mit sechs Top-Zehn-Platzierungen, darunter Platz drei im Moguls in Madarao den dritten Platz im Dual-Moguls-Weltcup. Bei den Weltmeisterschaften 2003 in Deer Valley belegte er den 17. Platz im Moguls und den sechsten Rang im Dual Moguls. Nachdem er zu Beginn der Saison 2003/04 in Kaprun im Moguls seinen dritten und damit letzten Sieg im Europacup holen konnte, sprang er in der Saison 2003/04 und 2004/05 im Moguls-Weltcup jeweils auf den 21. Platz. Dabei kam er im Februar 2005 in Voss mit dem dritten Platz im Moguls letztmals im Weltcup aufs Podest und belegte im folgenden Monat bei den Weltmeisterschaften in Ruka den 12. Platz im Moguls und den neunten Rang im Dual Moguls. In der Saison 2005/06 nahm er in Špindlerův Mlýn an seinem 74. und damit letzten Weltcup teil, wobei er den zehnten Platz im Moguls-Wettbewerb errang, und startete bei den Olympischen Winterspielen 2006 in Turin letztmals international, wobei er auf den 19. Platz im Moguls sprang.

## Erfolge

### Olympische Spiele
- 2002 Salt Lake City: 13. Platz Moguls
- 2006 Turin: 19. Platz Moguls

### Weltmeisterschaften
- 2001 Whistler: 17. Platz Dual Moguls, 39. Platz Moguls
- 2003 Deer Valley: 6. Platz Dual Moguls, 17. Platz Moguls
- 2005 Ruka: 9. Platz Dual Moguls, 12. Platz Moguls

### Weltcupwertungen
| Saison  | Gesamt | Gesamt | Moguls | Moguls | Dual Moguls | Dual Moguls |
| Saison  | Platz  | Punkte | Platz  | Punkte | Platz       | Punkte      |
| ------- | ------ | ------ | ------ | ------ | ----------- | ----------- |
| 1997/98 | -      | -      | -      | -      | 26.         | 40          |
| 1999/00 | 86.    | 1      | 51.    | 4      | 35.         | 4           |
| 2000/01 | 44.    | 36     | 24.    | 144    | -           | -           |
| 2001/02 | 13.    | 81     | 6.     | 484    | 24.         | 44          |
| 2002/03 | 54.    | 41     | 20.    | 288    | 3.          | 248         |
| 2003/04 | 84.    | 10     | 21.    | 139    | –           | –           |
| 2004/05 | 63.    | 12     | 21.    | 129    | –           | –           |
| 2005/06 | 125.   | 4      | 39.    | 47     | –           | –           |

### Europacup
- 4 Podestplätze, davon 3 Siege